# Lijst van voetbalinterlands Finland - Hongarije
Deze lijst van voetbalinterlands is een overzicht van alle officiële voetbalwedstrijden tussen de nationale teams van Finland en Hongarije. De landen speelden tot op heden achttien keer tegen elkaar. De eerste wedstrijd betrof een vriendschappelijke wedstrijd, gespeeld op 13 juli 1922 in Helsinki. Het laatste duel, een groepswedstrijd tijdens de  UEFA Nations League 2018/19, vond plaats in Boedapest op 18 november 2018.

## Wedstrijden
| №  | Plaats    | Datum             | Competitie                  | Wedstrijd           | Uitslag |
| -- | --------- | ----------------- | --------------------------- | ------------------- | ------- |
| 1  | Helsinki  | 13 juli 1922      | Vriendschappelijk           | Finland – Hongarije | 1 – 5   |
| 2  | Boedapest | 19 augustus 1923  | Vriendschappelijk           | Hongarije – Finland | 3 – 1   |
| 3  | Helsinki  | 15 september 1943 | Vriendschappelijk           | Finland – Hongarije | 0 – 3   |
| 4  | Boedapest | 18 november 1951  | Vriendschappelijk           | Hongarije – Finland | 8 – 0   |
| 5  | Helsinki  | 22 juni 1952      | Vriendschappelijk           | Finland – Hongarije | 1 – 6   |
| 6  | Helsinki  | 19 mei 1955       | Vriendschappelijk           | Finland – Hongarije | 1 – 9   |
| 7  | Helsinki  | 20 september 1978 | EK 1980 kwalificatie        | Finland – Hongarije | 2 – 1   |
| 8  | Debrecen  | 17 oktober 1979   | EK 1980 kwalificatie        | Hongarije – Finland | 3 – 1   |
| 9  | Boedapest | 1 september 1996  | WK 1998 kwalificatie        | Hongarije – Finland | 1 – 0   |
| 10 | Helsinki  | 11 oktober 1997   | WK 1998 kwalificatie        | Finland – Hongarije | 1 – 1   |
| 11 | Boedapest | 25 april 2001     | Vriendschappelijk           | Hongarije – Finland | 0 – 0   |
| 12 | Helsinki  | 12 oktober 2010   | EK 2012 kwalificatie        | Finland – Hongarije | 1 – 2   |
| 13 | Boedapest | 11 oktober 2011   | EK 2012 kwalificatie        | Hongarije – Finland | 0 – 0   |
| 14 | Győr      | 5 maart 2014      | Vriendschappelijk           | Hongarije – Finland | 1 – 2   |
| 15 | Boedapest | 14 november 2014  | EK 2016 kwalificatie        | Hongarije − Finland | 1 − 0   |
| 16 | Helsinki  | 13 juni 2015      | EK 2016 kwalificatie        | Finland − Hongarije | 0 − 1   |
| 17 | Tampere   | 8 september 2018  | UEFA Nations League 2018/19 | Finland − Hongarije | 1 − 0   |
| 18 | Boedapest | 18 november 2018  | UEFA Nations League 2018/19 | Hongarije − Finland | 2 − 0   |

## Samenvatting
| Competitie          | Totaal gespeeld | Winst Finland | Gelijk | Winst Hongarije | Doelsaldo Finland – Hongarije |
| ------------------- | --------------- | ------------- | ------ | --------------- | ----------------------------- |
| WK-kwalificatie     | 2               | 0             | 1      | 1               | 1 − 2                         |
| EK-kwalificatie     | 6               | 1             | 1      | 4               | 4 − 8                         |
| UEFA Nations League | 2               | 1             | 0      | 1               | 1 − 2                         |
| Vriendschappelijk   | 8               | 1             | 1      | 6               | 6 − 35                        |
| Totaal              | 18              | 3             | 3      | 12              | 12 − 47                       |

Wedstrijden bepaald door strafschoppen worden, in lijn met de FIFA, als een gelijkspel gerekend.

## Details

### Zevende ontmoeting
| EK 1980 kwalificatie (Helsinki, Finland, 20 september 1978): |       |                   |
| Finland                                                      | 2 – 1 | Hongarije         |
| Atik Ismail 31' Seppo Pyykkö 54'                             | goals | 74' László Tieber |

### Achtste ontmoeting
| EK 1980 kwalificatie (Debrecen, Hongarije, 17 oktober 1979): |              | |
| Hongarije | 3 – 1        | Finland |
| László Fekete 23' László Fekete 43' György Tatár 49' | goals        | 47' Miikka Toivola |
| Károly Lakat | bondscoach   | Esko Malm |
| Gábor Zsiborás Gábor Szántó József Salamon László Kutasi 71' György Tatár József Póczik Mihály Borostyán 46' László Kiss István Weimper László Kuti László Fekete | opstellingen | Seppo Sairanen Mikko Lampi Arto Tolsa Leo Houtsonen Esko Ranta Seppo Pyykkö Miikka Toivola Pasi Rautiainen Kai Haaskivi 68' Atik Ismail 58' Heikki Suhonen |
| Béla Bodonyi 46' János Kiss 71' | wissels      | 58' Juhani Himanka 68' Petteri Kupiainen |
| | gele kaarten | 80' Kai Haaskivi |
| - Debuut van Gábor Zsiborás (Ferencvarosi), János Kiss (Debreceni) en Béla Bodonyi (Honvéd) voor Hongarije.                                                       |              | |

### Negende ontmoeting
| WK 1998 kwalificatie (Boedapest, Hongarije, 1 september 1996):                                                                                                  |              | |
| Hongarije | 1 – 0        | Finland |
| Ferenc Orosz 15' | goals        | |
| János Csank | bondscoach   | Richard Møller Nielsen |
| Szabolcs Sáfár Mihály Mracskó András Telek Norbert Nagy 62' Vilmos Sebők Gábor Halmai Tibor Dombi 18' Flórián Urbán Ferenc Orosz Tamás Sándor 88' László Klausz | opstellingen | Antti Niemi Kari Rissanen Sami Hyypiä 46' Rami Nieminen Jukka Koskinen Janne Lindberg Antti Sumiala Petri Järvinen 80' Sami Mahlio 64' Kai Nyyssönen Jari Vanhala |
| Attila Plókai 18' Tibor Balog 62' Gábor Egressy 88' | wissels      | 46' Jyrki Huhtamäki 64' Joonas Kolkka 80' Kim Suominen |
| Tibor Balog 77' | gele kaarten | 35' Rami Nieminen |
| - Debuut van Kai Nyyssönen (RWD Molenbeek) voor Finland. |              | |

### Tiende ontmoeting
| WK 1998 kwalificatie (Helsinki, Finland, 11 oktober 1997): |              | |
| Finland | 1 – 1        | Hongarije |
| Antti Sumiala 63' | goals        | 90+6' Vilmos Sebők |
| Richard Møller Nielsen | bondscoach   | János Csank |
| Teuvo Moilanen Harri Ylönen Marko Tuomela Juha Reini Jukka Koskinen 81' Sami Mahlio Sami Hyypiä Simo Valakari Antti Sumiala 89' Jari Litmanen Mika-Matti Paatelainen | opstellingen | Szabolcs Sáfár 81' Gábor Egressy Mihály Mracskó Gábor Halmai András Keresztúri Peter Lipscei Emil Lörincz Vilmos Sebők 57' Zoltán Kovács 67' Elek Nyilas Ferenc Orosz |
| Kari Rissanen 81' Jonatan Johansson 89' | wissels      | 57' Béla Illés 67' Ferenc Horváth 81' Tibor Dombi |
| Sami Mahlio 62' Jari Litmanen 90' | gele kaarten | |

### Elfde ontmoeting
| Vriendschappelijk (Boedapest, Hongarije, 25 april 2001): |              | |
| Hongarije | 0 – 0        | Finland |
| | goals        | |
| Bertalan Bicskei | bondscoach   | Antti Muurinen |
| Gábor Király 46' György Korsós Vilmos Sebők János Mátyus Tamás Pető Pál Dárdai 62' Gábor Halmai Miklós Lendvai 55' István Hamar Ferenc Horváth Béla Illés 46' | opstellingen | Antti Niemi Ville Nylund Toni Kuivasto Hannu Tihinen 60' Petri Pasanen 81' Joonas Kolkka 65' Lasse Karjalainen Tommi Grönlund 74' Mika Nurmela 87' Jonatan Johansson 74' Mikael Forssell |
| Krisztián Lisztes 46' Gábor Babos 46' Tibor Dombi 55' Thomas Sowunmi 62'                                                                                      | wissels      | 60' Harri Ylönen 65' Miika Koppinen 74' Petri Helin 74' Paulus Roiha 81' Jari Niemi 87' Jussi Nuorela                                                                                    |
| | gele kaarten | 63' Hannu Tihinen |

### Twaalfde ontmoeting
| EK 2012 kwalificatie (Helsinki, Finland, 12 oktober 2010):                  |       |                                      |
| Finland                                                                     | 1 – 2 | Hongarije                            |
| Mikael Forssell 86'                                                         | goals | 50' Ádám Szalai 90' Balázs Dzsudzsák |
| - Laatste interland van Finland onder leiding van bondscoach Stuart Baxter. |       |                                      |

### Dertiende ontmoeting
| EK 2012 kwalificatie (Boedapest, Hongarije, 11 oktober 2011): |       |         |
| Hongarije                                                     | 0 – 0 | Finland |
|                                                               | goals |         |

### Veertiende ontmoeting
| Vriendschappelijk (Győr, Hongarije, 5 maart 2014):                                                                 |       |                                                 |
| Hongarije | 1 – 2 | Finland                                         |
| Gergely Rudolf 13'                                                                                                 | goals | 74' Joel Pohjanpalo 84' (pen.) Roman Jerjomenko |
| - Debuut van Márkó Futács (Diósgyőri VTK) voor Hongarije. - Debuut van Sakari Mattila (Aalesunds FK) voor Finland. |       |                                                 |

### Vijftiende ontmoeting
| EK 2016 kwalificatie (scheidsrechter Clément Turpin, Boedapest, Hongarije, 14 november 2014):                                                              |              | |
| Hongarije | 1 – 0        | Finland |
| Zoltán Gera 84' | goals        | |
| Pál Dárdai | bondscoach   | Mixu Paatelainen |
| Gábor Király Adám Lang Tamás Kádár Roland Juhász 57' Attila Fiola Dániel Tőzsér Ákos Elek Balázs Dzsudzsák Ádám Szalai 63' Krisztián Simon 77' Zoltán Gera | opstellingen | Lukáš Hrádecký Jere Uronen Joona Toivio Niklas Moisander Joona Toivio Jarkko Hurme 85' Markus Halsti Tim Sparv Përparim Hetemaj 82' Kasper Hämäläinen 65' Teemu Pukki |
| Gyula Forró 57' Nemanja Nikolić 63' Gergő Lovrencsics 77'                                                                                                  | wissels      | 65' Joel Pohjanpalo 82' Riku Riski 85' Eero Markkanen |
| Dániel Tőzsér 35' Ákos Elek 58' Balázs Dzsudzsák 76' | gele kaarten | 54' Jarkko Hurme |
| - Debuut van Gyula Forró (Újpest FC) voor Hongarije. |              | |

### Zestiende ontmoeting
| EK 2016 kwalificatie (scheidsrechter Matej Jug, Helsinki, 13 juni 2015):                                                                                                  |              | |
| Finland | 0 – 1        | Hongarije |
| | goals        | 82' Zoltán Stieber |
| Mixu Paatelainen | bondscoach   | Pál Dárdai |
| Lukáš Hrádecký Kari Arkivuo Jukka Raitala Sakari Mattila 85' Niklas Moisander Roman Jerjomenko Tim Sparv Markus Halsti Kasper Hämäläinen Përparim Hetemaj Teemu Pukki 46' | opstellingen | Gábor Király Ádám Lang Tamás Kádár Roland Juhász Attila Fiola Zoltán Stieber 88' Balázs Dzsudzsák Dániel Tőzsér 46' Tamás Priskin Zoltán Gera 77' Ádám Szalai |
| Riku Riski 46' Joel Pohjanpalo 85' | wissels      | 46' Krisztián Németh 77' Nemanja Nikolić 88' Ádám Simon |
| Riku Riski 55' Tim Sparv 80' Markus Halsti 81' | gele kaarten | 56' Ádám Lang 64' Zoltán Gera 81' Balázs Dzsudzsák 82' Roland Juhász 82' Zoltán Stieber                                                                       |
| - 45ste en laatste interland van Finland onder leiding van bondscoach Mixu Paatelainen (2011–2015).                                                                       |              | |

Finse voetbalbond · A-internationals · Bondscoaches · Statistieken · Fins vrouwenelftal · Olympisch elftal · Finland U21 · Finland U20 · Finland U19 · Finland U18 · Finland U17 · Finland U16
1911 – 1919 ·
1920 – 1929 ·
1930 – 1939 ·
1940 – 1949 ·
1950 – 1959 ·
1960 – 1969 ·
1970 – 1979 ·
1980 – 1989 ·
1990 – 1999 ·
2000 – 2009 ·
2010 – 2019 ·
2020 − 2029
EK 2020
OS 1912 ·
OS 1936 ·
OS 1952 ·
OS 1980
1911 · 
1912 · 
1913 · 
1914 · 
1915 · 1916 · 1917 · 1918 · 
1919 · 
1920 · 
1921 · 
1922 · 
1923 · 
1924 · 
1925 · 
1926 · 
1927 · 
1928 · 
1929 · 
1930 · 
1931 · 
1932 · 
1933 · 
1934 · 
1935 · 
1936 · 
1937 · 
1938 · 
1939 · 
1940 · 
1941 · 
1942 · 
1943 · 
1944 · 
1945 · 
1946 · 
1947 · 
1948 · 
1949 · 
1950 · 
1952 · 
1952 · 
1953 · 
1954 · 
1955 · 
1956 · 
1957 · 
1958 · 
1959 · 
1960 · 
1961 · 
1962 · 
1963 · 
1964 · 
1965 · 
1966 · 
1967 · 
1968 · 
1969 · 
1970 · 
1971 · 
1972 · 
1973 · 
1974 · 
1975 · 
1976 · 
1977 · 
1978 · 
1979 · 
1980 · 
1981 · 
1982 · 
1983 · 
1984 · 
1985 · 
1986 · 
1987 · 
1988 · 
1989 · 
1990 · 
1991 · 
1992 · 
1993 · 
1994 · 
1995 · 
1996 · 
1997 · 
1998 · 
1999 · 
2000 · 
2001 · 
2002 · 
2003 · 
2004 · 
2005 · 
2006 · 
2007 · 
2008 · 
2009 · 
2010 · 
2011 · 
2012 · 
2013 · 
2014 · 
2015 · 
2016 · 
2017 · 
2018 ·
2019 ·
2020
Albanië ·
Algerije ·
Andorra ·
Armenië ·
Azerbeidzjan ·
Bahrein ·
Barbados ·
België ·
Bermuda ·
Bolivia ·
Bosnië en Herzegovina ·
Brazilië ·
Bulgarije ·
Canada ·
Chili ·
China ·
Colombia ·
Costa Rica ·
Cyprus ·
Denemarken ·
DDR ·
(West-)Duitsland ·
Ecuador ·
Egypte ·
Engeland ·
Estland ·
Faeröer ·
Frankrijk ·
Georgië ·
Griekenland ·
Honduras ·
Hongarije ·
Ierland ·
IJsland ·
India ·
Irak ·
Israël ·
Italië ·
Japan ·
Jemen ·
Joegoslavië ·
Jordanië ·
Kameroen ·
Kazachstan ·
Koeweit ·
Kosovo ·
Kroatië ·
Letland ·
Liechtenstein ·
Litouwen ·
Luxemburg ·
Maleisië ·
Malta ·
Marokko ·
Mexico ·
Moldavië ·
Montenegro ·
Nederland ·
Noord-Ierland ·
Noord-Korea ·
Noord-Macedonië ·
Noorwegen ·
Oekraïne · 
Oman ·
Oostenrijk ·
Peru ·
Polen ·
Portugal ·
Qatar ·
Roemenië ·
Rusland ·
San Marino ·
Saoedi-Arabië ·
Schotland ·
Servië ·
Servië en Montenegro ·
Singapore ·
Slovenië ·
Slowakije ·
Sovjet-Unie ·
Spanje ·
Thailand ·
Trinidad en Tobago ·
Tsjechië ·
Tsjecho-Slowakije ·
Tunesië ·
Turkije ·
Uruguay ·
Verenigde Arabische Emiraten ·
Verenigde Staten ·
Wales ·
Wit-Rusland ·
Zuid-Korea ·
Zweden ·
Zwitserland
België (2021) · 
Denemarken (2021) · 
Rusland (2021)
MLSZ · A-internationals · Selecties · Bondscoaches · Hongaars vrouwenelftal · Olympisch elftal · Hongarije U21 · Hongarije U20 · Hongarije U19 · Hongarije U18 · Hongarije U17 · Hongarije U16
1902 – 1919 · 
1920 – 1929 · 
1930 – 1939 · 
1940 – 1949 · 
1950 – 1959 · 
1960 – 1969 · 
1970 – 1979 · 
1980 – 1989 · 
1990 – 1999 · 
2000 – 2009 · 
2010 – 2019 ·
2020 − 2029
EK's:
1964 · 
1972 · 
2016 ·
2020 ·
2024
WK's:
1934 · 
1938 · 
1954 · 
1958 · 
1962 · 
1966 · 
1978 · 
1982 · 
1986
OS:
1912 · 
1924 · 
1936 · 
1952 · 
1960 · 
1964 · 
1968 · 
1972 · 
1996
1902 · 
1903 · 
1904 · 
1905 · 
1906 · 
1907 · 
1908 · 
1909 · 
1910 · 
1911 · 
1912 · 
1913 · 
1914 · 
1915 · 
1916 · 
1917 · 
1918 · 
1919 · 
1920 · 
1921 · 
1922 · 
1923 · 
1924 · 
1925 · 
1926 · 
1927 · 
1928 · 
1929 · 
1930 · 
1931 · 
1932 · 
1933 · 
1934 · 
1935 · 
1936 · 
1937 · 
1938 · 
1939 · 
1940 · 
1941 · 
1942 · 
1943 · 
1944 · 
1945 · 
1946 · 
1947 · 
1948 · 
1949 · 
1950 · 
1952 · 
1952 · 
1953 · 
1954 · 
1955 · 
1956 · 
1957 · 
1958 · 
1959 · 
1960 · 
1961 · 
1962 · 
1963 · 
1964 · 
1965 · 
1966 · 
1967 · 
1968 · 
1969 · 
1970 · 
1971 · 
1972 · 
1973 · 
1974 · 
1975 · 
1976 · 
1977 · 
1978 · 
1979 · 
1980 · 
1981 · 
1982 · 
1983 · 
1984 · 
1985 · 
1986 · 
1987 · 
1988 · 
1989 · 
1990 · 
1991 · 
1992 · 
1993 · 
1994 · 
1995 · 
1996 · 
1997 · 
1998 · 
1999 · 
2000 · 
2001 · 
2002 · 
2003 · 
2004 · 
2005 · 
2006 · 
2007 · 
2008 · 
2009 · 
2010 · 
2011 · 
2012 · 
2013 · 
2014 · 
2015 ·
2016 ·
2017 ·
2018 ·
2019 ·
2020 ·
2021 ·
2022 ·
2023 ·
2024
Albanië ·
Algerije ·
Andorra · 
Antigua en Barbuda ·
Argentinië ·
Armenië ·
Australië ·
Azerbeidzjan ·
België ·
Bohemen ·
Bolivia ·
Bosnië en Herzegovina ·
Brazilië ·
Bulgarije ·
Canada ·
Chili ·
China ·
Colombia ·
Costa Rica ·
Cyprus ·
Denemarken ·
DDR ·
Duitsland ·
Egypte ·
El Salvador ·
Engeland ·
Estland ·
Faeröer ·
Finland ·
Frankrijk ·
Georgië ·
Griekenland ·
Ierland ·
IJsland ·
India ·
Iran ·
Israël ·
Italië ·
Ivoorkust ·
Japan ·
Joegoslavië ·
Jordanië ·
Kazachstan · 
Koeweit ·
Kosovo · 
Kroatië ·
Letland ·
Libanon ·
Liechtenstein ·
Litouwen ·
Luxemburg ·
Malta ·
Mexico ·
Moldavië ·
Montenegro ·
Nederland ·
Nederlands-Indië ·
Nieuw-Zeeland ·
Noord-Ierland ·
Noord-Macedonië ·
Noorwegen ·
Oekraïne ·
Oostenrijk ·
Paraguay ·
Peru ·
Polen ·
Portugal ·
Qatar ·
Roemenië ·
Rusland ·
San Marino ·
Saoedi-Arabië ·
Schotland ·
Servië ·
Slovenië ·
Slowakije ·
Sovjet-Unie ·
Spanje ·
Tsjechië ·
Tsjecho-Slowakije ·
Turkije ·
Uruguay ·
Verenigde Arabische Emiraten ·
Verenigde Staten ·
Verenigd Koninkrijk ·
Wales ·
Wit-Rusland ·
Zuid-Korea ·
Zweden ·
Zwitserland
Brazilië (1954) · 
Duitsland (2021) ·
Frankrijk (2021) · 
IJsland (2016) · 
Italië (1938) · 
Oostenrijk (2016) · 
Portugal (2021) · 
West-Duitsland (1954, 2)